# Casa di Moda Davide Muccinelli

## Storia
La Casa di Moda Davide Muccinelli è una maison italiana indipendente fondata a Crevalcore, in provincia di Bologna, da Davide Muccinelli nel 2019. Il brand è noto per l’approccio artigianale, su misura e altamente esclusivo, che fonde alta moda, arte, design e sostenibilità. La produzione è strutturata in edizioni super limitate, realizzate su richiesta, con una particolare attenzione al rispetto per l’ambiente.
Nel 2022 nasce Galleria 55 Moda Arte Design, uno spazio multifunzionale situato all’interno della sede bolognese, concepito per essere un luogo di incontro tra moda, arti visive e cultura contemporanea. Galleria 55 ha rapidamente assunto un ruolo di riferimento per eventi culturali, mostre, performance teatrali, presentazioni moda e progetti educativi.
Nel 2023, entra a far parte della direzione creativa lo stilista Calogero Insalaco, affiancando Muccinelli nella progettazione delle collezioni. Il suo ingresso segna una fase di espansione stilistica e progettuale per la maison, con un rafforzamento della componente artistica e concettuale degli abiti. Insalaco ha portato il suo contributo relativamente alle esperienze in ambito carnivalesco e teatrale.
Nel 2024, viene fondata l’Associazione Culturale Galleria 55 Moda Arte Design e Cinema, con sede nello stesso spazio, per promuovere la cultura sartoriale italiana, sostenere giovani creativi e valorizzare l’artigianato artistico, permettendo un dialogo tra le Arti e diverse forme espressive.

## Fondatore
Davide Muccinelli (nato a Castel San Pietro Terme nel 1966) si è formato presso il Liceo Artistico “Torricelli–Ballardini” di Faenza. Cresciuto in una famiglia legata alla tradizione sartoriale, ha affiancato la madre, sarta negli anni ’80 e ’90 per maison come Versace e Max Mara, prima di intraprendere una propria carriera nel design e nella consulenza creativa.
Dopo oltre vent’anni di esperienza nel product design, nell’interior e nella moda, ha fondato nel 2019 la propria maison, integrando arte, tessuti di pregio e sostenibilità in un’estetica riconoscibile e personale.

## Attività
La maison si distingue per la creazione di capi Haute Couture su misura ed esclusivi, pensati per eventi di rilievo, red carpet, cerimonie e spettacolo. Ogni capo è realizzato artigianalmente in Italia, su misura, evitando produzioni in eccesso e limitando l’impatto ambientale attraverso la filiera corta e l’impiego di materiali locali.
A fianco della moda, il brand produce anche fragranze naturali unisex. Il prodotto di punta è Imperfetto55, una eau de parfum unisex creata con soli ingredienti naturali, pensata come “firma olfattiva” del brand. Lanciata nel 2024, è stata citata da testate come AD Italia, Stylise, Tendenze di Viaggio e Best Entertainment.
Tra le attività si segnalano anche progetti di design e arredo per hotel e spazi esclusivi, e un format di esperienza sartoriale immersiva, in cui il cliente partecipa attivamente alla creazione del proprio abito.

## Filosofia
La filosofia della maison è radicata in valori di artigianalità, unicità, etica e consapevolezza. Ogni capo nasce da un dialogo intimo tra creatore e cliente, in un processo che valorizza l’identità individuale, dato che, secondo la filosofia del fondatore, l’abito deve rispecchiare la stessa personalità e anima di chi lo indossa. L’estetica della maison unisce la memoria artigiana italiana alla ricerca contemporanea, attraverso collezioni che raccontano storie, evocano emozioni e spesso si ispirano al mondo del teatro, del cinema e delle arti visive.
L’uso esclusivo di materiali selezionati, l’attenzione alla sostenibilità ambientale e il rifiuto della serialità rappresentano un’alternativa concreta al fast fashion. L’approccio è slow, curato e umano, volto a celebrare la bellezza della differenza e il lusso dell’essenziale.

## Collaborazioni e red carpet
Il brand ha vestito numerose personalità del mondo dello spettacolo italiano e internazionale, tra cui:
- Ashley Benson, attrice e modella statunitense.
- Senhit, cantante e performer, per i suoi tour internazionali legati all’Eurovision Song Contest.
- Silvia Kal, attrice, sul red carpet del Festival di Cannes 2024.
- Patrizia Finucci Gallo, Marina Crialesi, Francesca Diprima, Erica Zambelli, Alessandra Scarci alla Mostra del Cinema di Venezia 2023.

### I progetti tematici:
- La capsule Sophia, tributo a Sophia Loren, presentata in Piazza di Spagna a Roma.
- I costumi del cortometraggio Gaslight del regista Stellario Di Blasi.
- Il progetto fotografico Chidda, ispirato a Sedotta e abbandonata.

Nel 2024, il brand ha realizzato il primo caban solidale a Modena, progetto benefico che ha coinvolto artisti e designer locali.

## Presenza mediatica
La maison è apparsa su media nazionali e internazionali, tra cui:
Harper’s Bazaar, Grazia, L’Officiel, Elle, Flanelle Magazine, Switch Magazine, Stylise, Luxury Pret-à-Porter, The Way Magazine, Vanityclass, Glamour Affair, Tendenze di Viaggio e AD Italia.
Le piattaforme ufficiali del brand includono:
- Sito web: www.davidemuccinelli.it
- Canali social: Instagram, YouTube